# 豊田市立足助小学校
豊田市立足助小学校（とよたしりつ あすけしょうがっこう）は、愛知県豊田市足助町にある公立小学校。2018年（平成30年）4月2日時点の学級数は7学級、児童数は82人、職員数は13人。

## 地理
豊田市足助地区は「塩の道」（中馬街道）とも呼ばれる伊那街道の中継地点にあり、交通の要所にある宿場町として栄えた。このため、江戸時代から明治時代の建物が多く残り、2011年（平成23年）には重要伝統的建造物群保存地区に選定された。

## 歴史

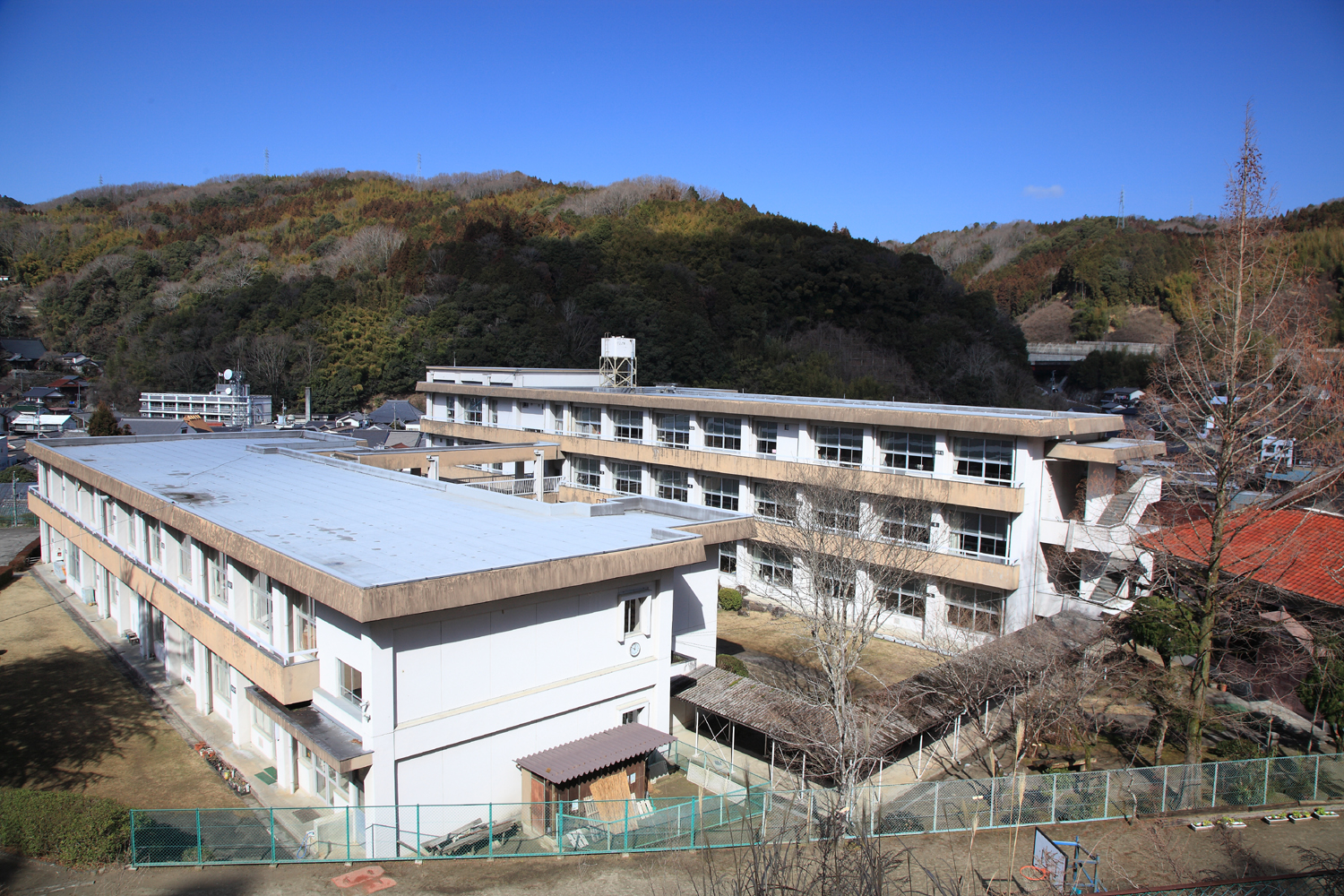
足助小学校

2009年度（平成21年度）には児童数が100人を下回った。
- 1872年（明治5年）9月 - 東加茂郡足助村に創立。
- 1987年（昭和62年） - 足助町立御内小学校を統合。
- 1995年（平成7年） - 足助町立大見小学校・足助町立椿立小学校を統合。
- 2005年（平成17年）4月1日 - 足助町が豊田市に編入したことで豊田市立足助小学校に改称。

### 児童数の変遷
『愛知県小中学校誌』（2018年）によると、児童数の変遷は以下の通りである。
| 1947年（昭和22年） | 670人 |  |
| 1957年（昭和32年） | 690人 |  |
| 1967年（昭和42年） | 408人 |  |
| 1977年（昭和52年） | 269人 |  |
| 1987年（昭和62年） | 222人 |  |
| 1997年（平成9年）  | 162人 |  |
| 2007年（平成19年） | 108人 |  |
| 2017年（平成29年） | 83人  |  |